# 1369

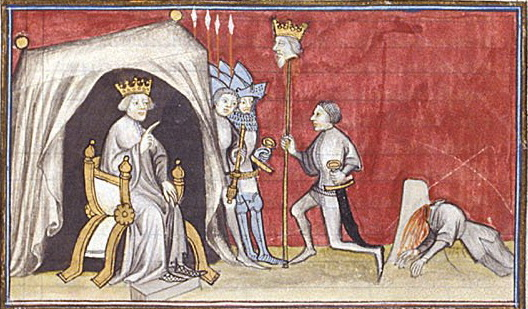
Peter I van Castilië gedood

Het jaar 1369 is het 69e jaar in de 14e eeuw volgens de christelijke jaartelling.

## Gebeurtenissen
januari
- 9 - Hertog Eduard van Gelre trouwt officieel met de tienjarige Catharina van Beieren. Het feitelijke huwelijk zal later worden gevierd.

maart
- 14 - Slag bij Montiel: Hendrik van Trastamara, gesteund door Bertrand du Guesclin, verrast het leger van Peter I van Castilië en jaagt het op de vlucht. Als enkele dagen later Peter door Hendrik gevangen genomen en gedood wordt, is de Castiliaanse Burgeroorlog voorbij en wordt Hendrik de nieuwe koning.

juni
- 19 - Filips de Stoute, hertog van Bourgondië en zoon van koning Jan II van Frankrijk, bijgenaamd de Goede, huwt te Gent met Margaretha van Male, de enige erfgename van de graaf van Vlaanderen, Lodewijk van Male.

zonder datum
- Karel V neemt Aquitanië in beslag, waardoor de Honderdjarige Oorlog opnieuw oplaait.
- Neuenhaus verkrijgt stadsrechten.

## Opvolging
- Ayutthaya - Ramathibodi I opgevolgd door Ramesuan
- Baden-Hachberg - Hendrik IV opgevolgd door zijn zoon Otto I
- Brunswijk-Wolfenbüttel - Magnus I opgevolgd door zijn zoon Magnus II
- Castilië - Peter I opgevolgd door zijn halfbroer Hendrik II
- Cyprus - Peter I opgevolgd door zijn zoon Peter II
- Hanau - Ulrich III opgevolgd door Ulrich IV
- Mantua - Guido Gonzaga opgevolgd door Luigi II Gonzaga
- Vietnam - Du Tong opgevolgd door zijn zoon Nhat Le

## Afbeeldingen

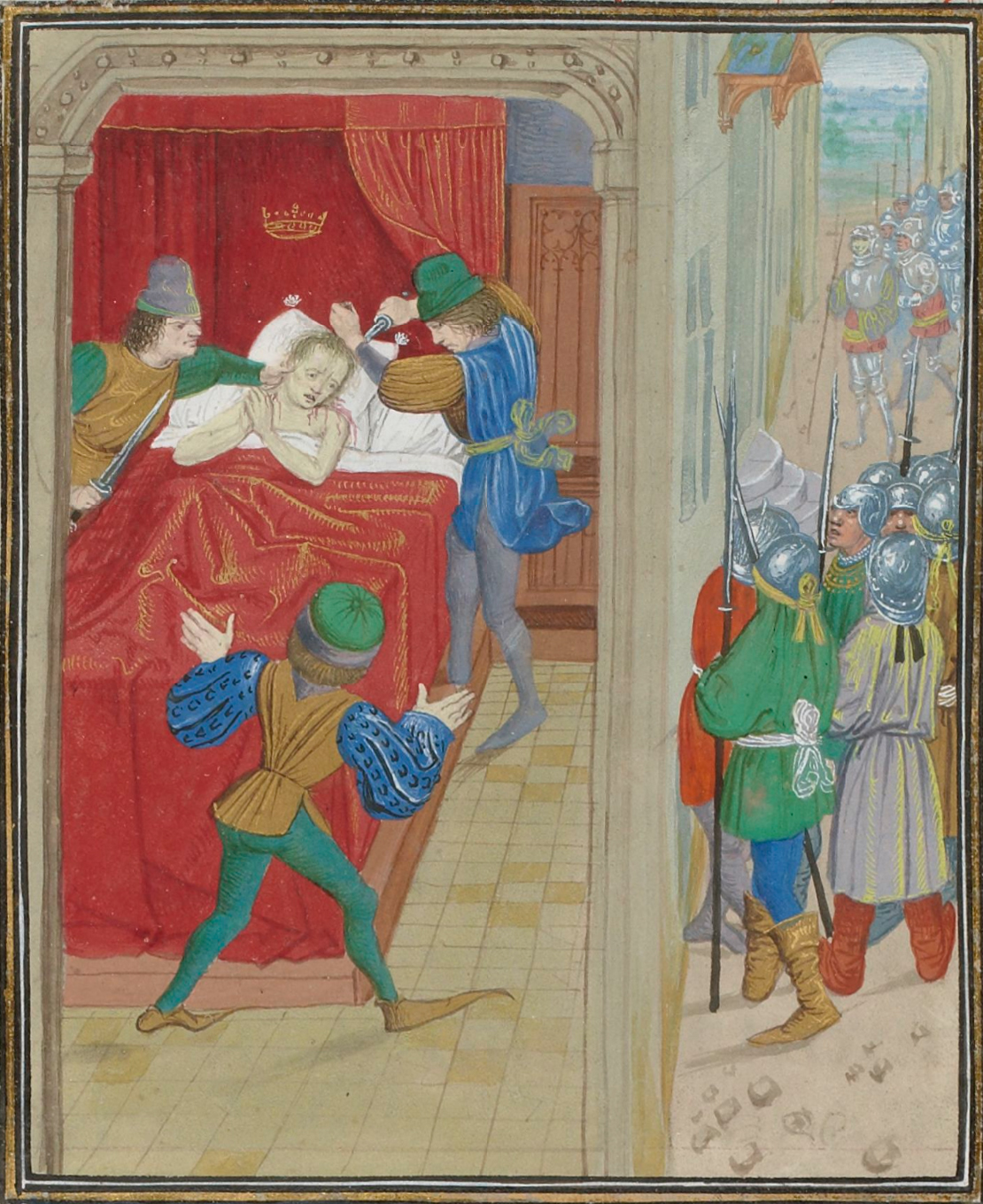
Peter I van Cyprus wordt door zijn wachters vermoord
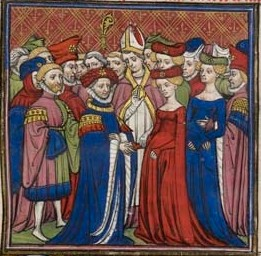
Huwelijk van Filips de Stoute en Margaretha van Male
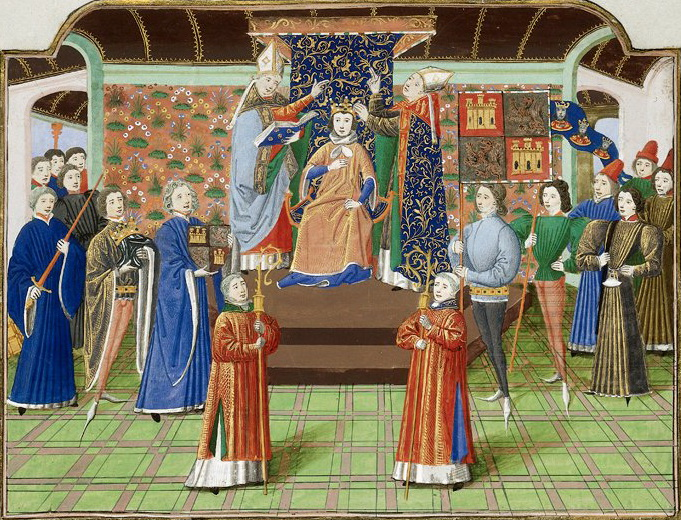
Hendrik II van Castilië gekroond
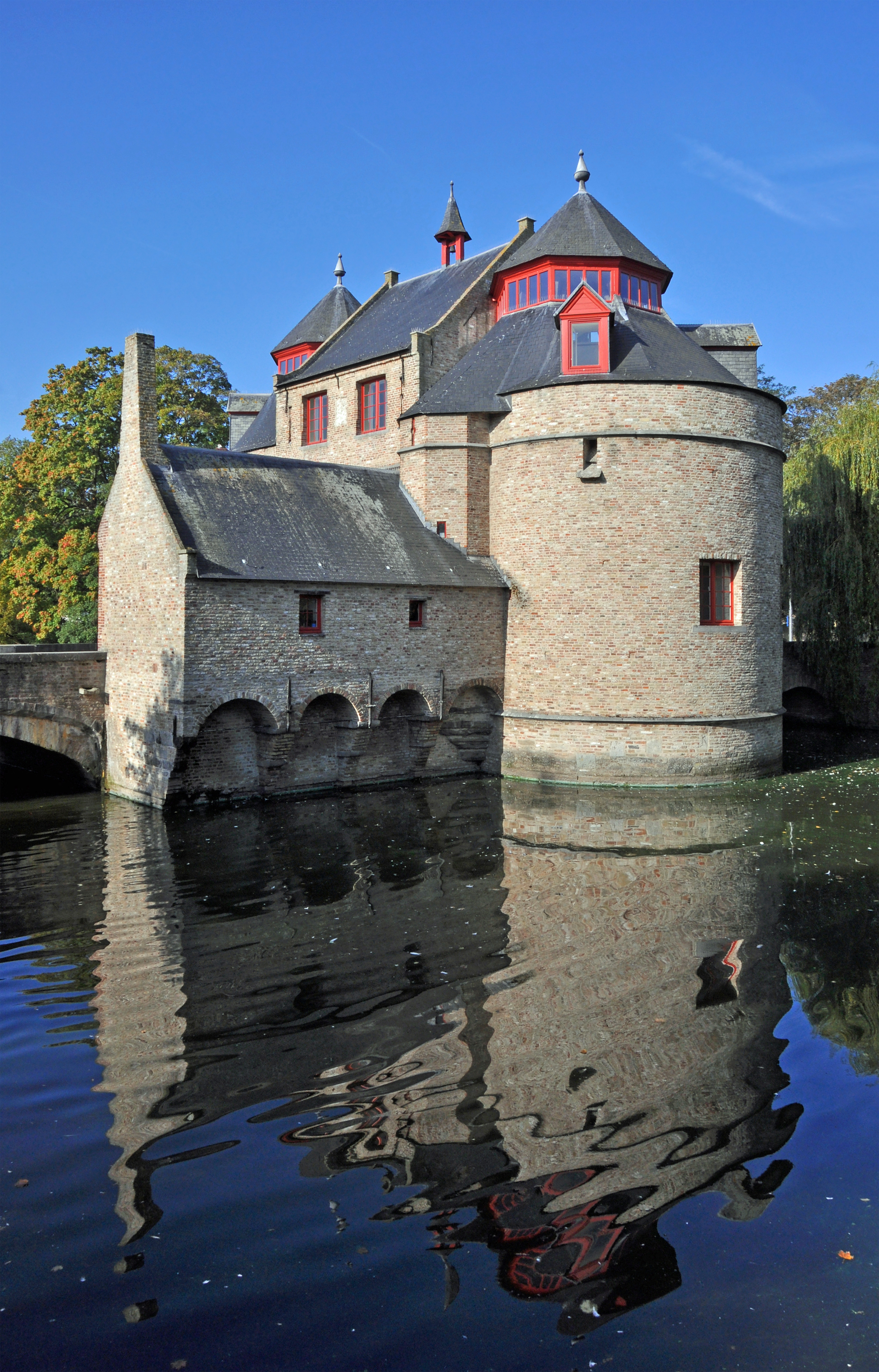
Ezelpoort, Brugge (herbouwd 1369)

## Geboren
- Clemens VIII, tegenpaus (1423-1429)
- Hendrik IX van Lubin, Pools edelman
- Muzio Attendolo, Italiaans militair
- Johannes Hus, Boheems reformator (jaartal bij benadering)

## Overleden
- 17 januari - Peter I (40), koning van Cyprus (1358-1369)
- 23 maart - Peter I (34), koning van Castilië (1350-1369)
- 5 april - Bartholomew de Burghersh, Engels edelman
- 8 april - Hendrik V de IJzeren (~49), Silezisch edelman
- juli - Nicolaas van Autrecourt, Frans filosoof
- 14 augustus - Filippa van Henegouwen (55), echtgenote van Eduard III van Engeland
- 17 september - Blanche van Lancaster (24), Engels edelvrouw
- 3 oktober - Margaretha van Tirol (~51), Duits edelvrouw
- 4 november - Robert d'Ufford (71), Engels edelman
- 13 november - Thomas de Beauchamp (56), Engels edelman
- 28 december - Jan I van Egmond, Hollands edelman
- 31 december - John Chandos, Engels ridder
- Agnes Randolph (~57), Schots edelvrouw
- Beatriz (~16), Castiliaans prinses
- Hendrik IV van Hachberg, Duits edelman
- James Audley, Engels ridder
- Magnus I van Brunswijk (~65), Duits edelman
- Ramathibodi I, koning van Ayutthaya (~55), koning van Ayutthaya (1350-1369)
- Rutger Raitz, Duits ridder
- Steven II van Wisch, Gelders edelman
- Vitale da Bologna, Italiaans schilder
- Wenceslaus van Falkenburg, Silezisch edelman
- Willem van Lüneburg (~69), Duits edelman
- Ibn Battuta, Marokkaans reiziger (jaartal bij benadering)